# Bottes tribaleras

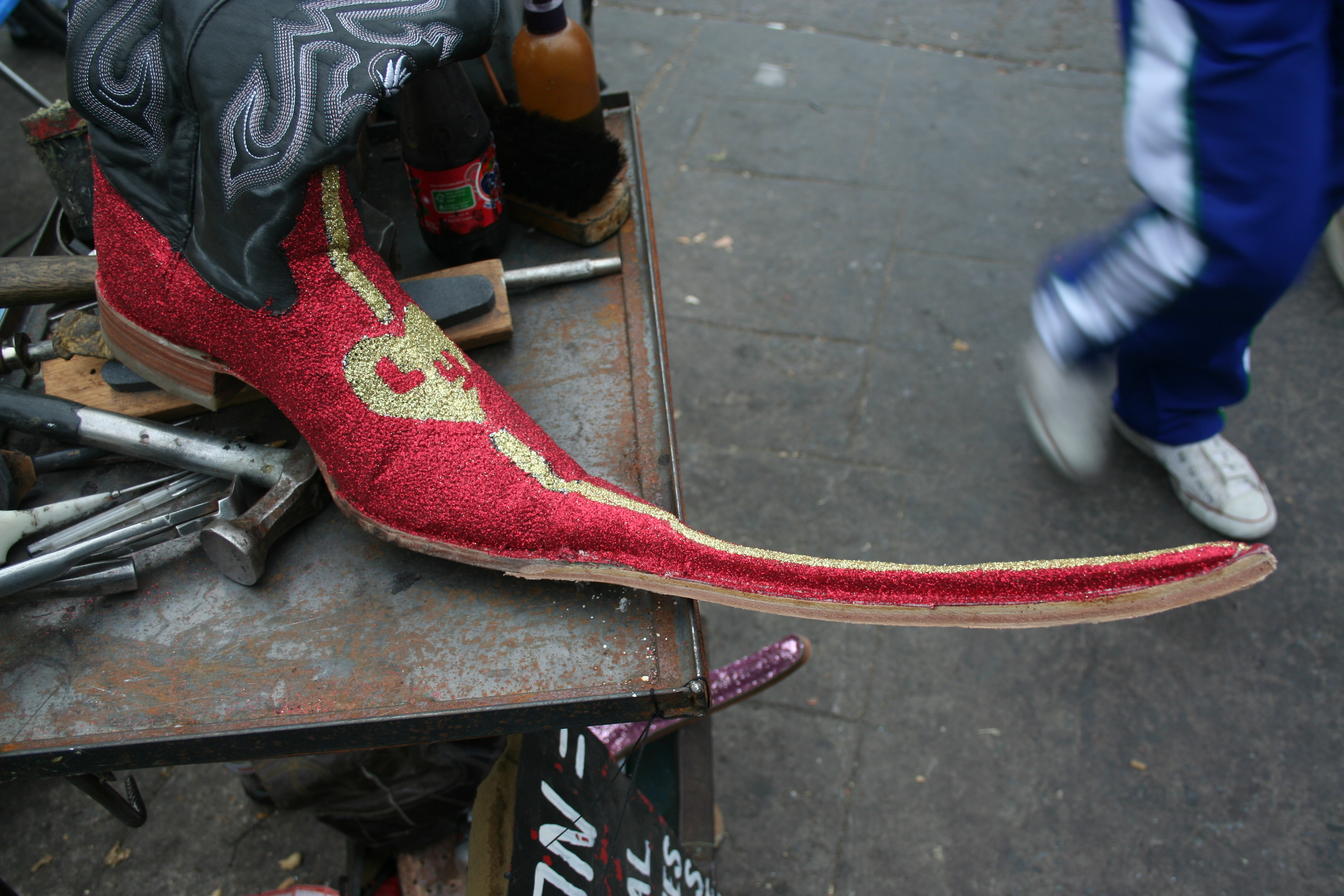
Botte Tribalera rouge.

Les botas tribaleras ou botas picudas sont des chaussures d'homme qui se caractérisent par une pointe longue. Elles s'établissent comme une mode dans quelques endroits des États-Unis aussi bien qu'au Mexique. Elles sont originaires de Matehuala (en) dans l'État de San Luis Potosí. Ces bottes obtiennent une grande popularité en raison du genre musical tribal guarachero dans lequel elles font partie de l'habillement et de la danse.

## Origine
Les bottes tribaleras surgissent dans la ville de Matehuala, dans l'État de San Luis Potosí. On dit que l'apparition de ce type de chaussures est arrivé grâce à la croissance du genre musical tribal guarachero né à  San Luis Potosí. Après sa popularité dans l'État du Nord du Mexique, la mode commence à se développer aux États-Unis; principalement dans des villes du Texas, comme Dallas par exemple. Il y a aujourd'hui des concours dans diverses villes d'États tels que l'Oklahoma ou le Mississippi.
La musique tribale est  décrite comme un mélange de sons précolombiens, de basses rapides de cumbia et de rythmes électro house. Les garçons et les hommes qui portent les bottines pointues ont formé des troupes composées d'hommes (équipes de danse de groupe) pour participer à des soirées dansantes dans des boîtes de nuit locales sur de la musique tribale. Les participants aux concours passent des semaines à chorégraphier leurs pas de danse et à confectionner leurs tenues comprenant des chemisiers western assortis et un jean skinny pour accentuer leurs chaussures. À Matehuala, les prix vont de cent à cinq cents dollars. Le prix comprend souvent une bouteille de whisky,.

## Caractéristiques
Les bottes se distinguent des bottes normales par la taille de la pointe et l'usage de matériel. Ils se caractérisent par avoir une pointe qui mesure de 30 à 90 centimètres et en forme de courbe vers le genou. Selon l'occasion, beaucoup d'artisans varient les thèmes et les couleurs des bottes. Cela devient également une compétition, divers clubs de danse se sont formés et chacun concourt avec ses propres couleurs.
Les bottes pointues sont fabriquées en allongeant jusqu’à 1,5 m (5 pieds) la pointe des bottes normales, amenant ainsi les pointes à se recourber vers les genoux. Les bottes sont ensuite modifiées en fonction des goûts personnels du porteur. Les modifications intègrent de la peinture et des paillettes et peuvent aller aussi loin que l’ajout de lumières clignotantes, de boules à facettes et même de miroirs,.

## Marché
En raison de la croissante popularité des bottes tribaleras, la demande commerciale augmente dans les dernières années au Mexique, aussi bien qu'aux États-Unis.
Les bottes peuvent s'acquérir dans des magasins de chaussures où le cordonnier les fabrique à la main, et sur des sites internet établis aux États-Unis. Les prix vont de dix jusqu'à plusieurs centaines de dollars.Tout dépend de qui les produit, où elles sont vendues et de quels matériaux elles sont faites.